# Świnkówka
Świnkówka – polana na północnym grzbiecie Gorca. Znajduje się na wysokości 1020–1090 m n.p.m. i ma powierzchnię 4,04 ha. W południowym kierunku rozciąga się z niej widok na Pasmo Gorca z polanami: Bieniowe, Średniak i Jaworzyna Kamienicka, ponad nimi górują Tatry. Po zachodniej stronie widok na sąsiedni Kudłoń i dolinę Kamienickiego Potoku. Polana należała wcześniej do Władysława Świnki i stąd najprawdopodobniej jej nazwa.
Polana od dawna była wypasana. Po wojnie długo jeszcze na polanie kontynuowano wypas, dzięki temu nie zarasta ona borówczyskami i lasem, jak wiele innych gorczańskich polan, obecnie zapobiega temu koszenie polany przez park. Szata roślinna jest bogata, wyróżniono na polanie kilka zbiorowisk roślinności i występują liczne gatunki roślin chronionych i górskich. Na stokach o południowej ekspozycji rośnie dziewięćsił bezłodygowy, w zacienionych obrzeżach lasu jaskier platanolistny, na polanie licznie występuje róża alpejska. W górnej i środkowej części polany występuje łąka mieczykowo-mietlicowa, w wilgotniejszych miejscach łąka ostrożeniowa. Z chronionych gatunków storczyków występuje storczyca kulista i gółka długoostrogowa. Liczna jest fauna motyli. Wiosną kwiaty kaczeńców i rzeżuchy łąkowej odwiedza zorzynek rzeżuchowiec, w lecie często spotyka się górówkę medeę, karłątka klinka, polowca szachownicę.
Na polanie park narodowy prowadzi czynną ochronę gadów; ułożone kupy kamieni służą za miejsce składania jaj i wylęgu dla jaszczurki żyworodnej i zwinki. Staraniem Gorczańskiego Parku Narodowego zamontowano na polanie tablicę informacyjną z opisem polany i panoramą widokową.
Polana znajduje się na obszarze Gorczańskiego Parku Narodowego, w granicach wsi Zasadne w województwie małopolskim, w powiecie limanowskim, w gminie Kamienica.

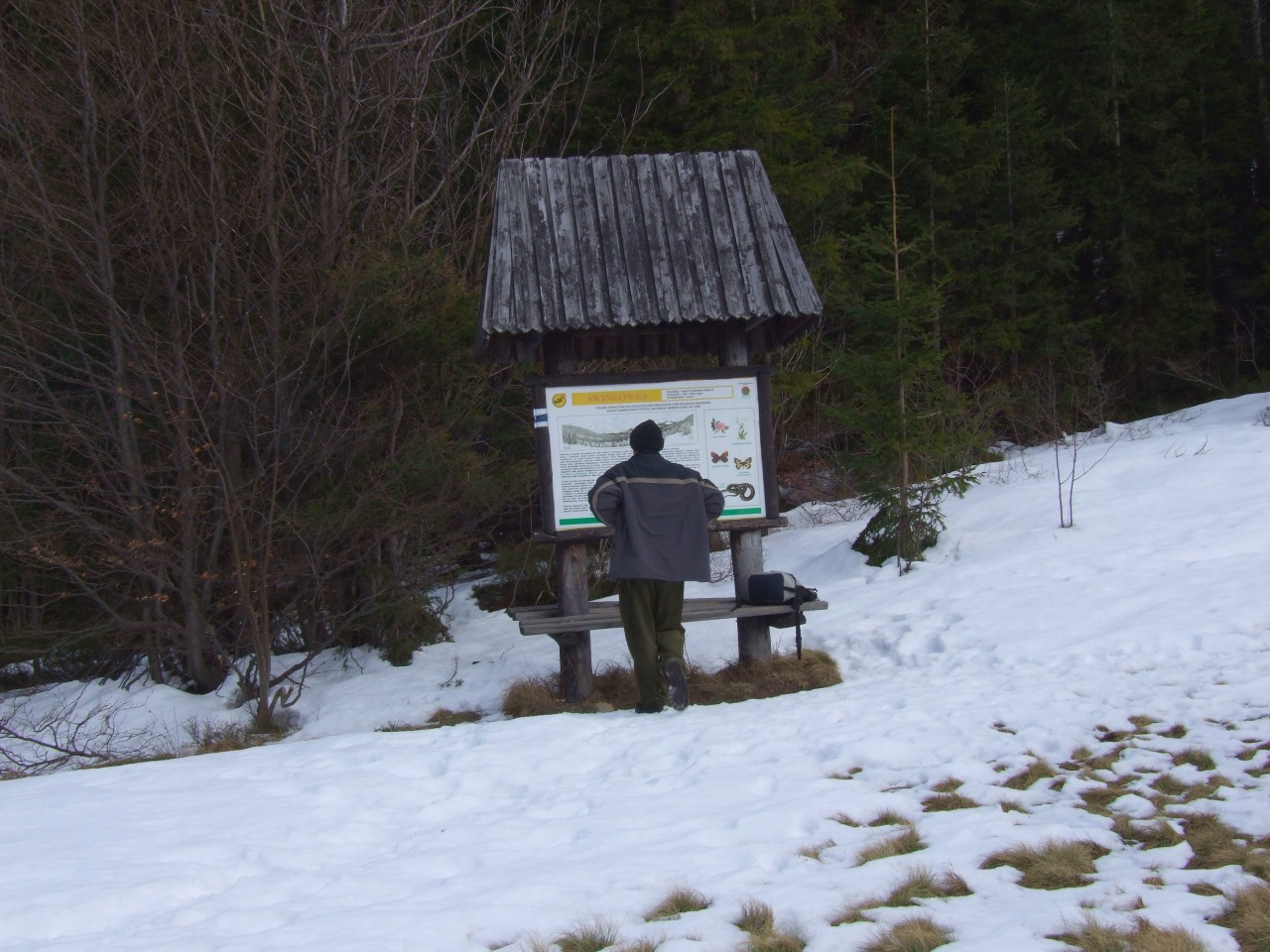
Tablica informacyjna
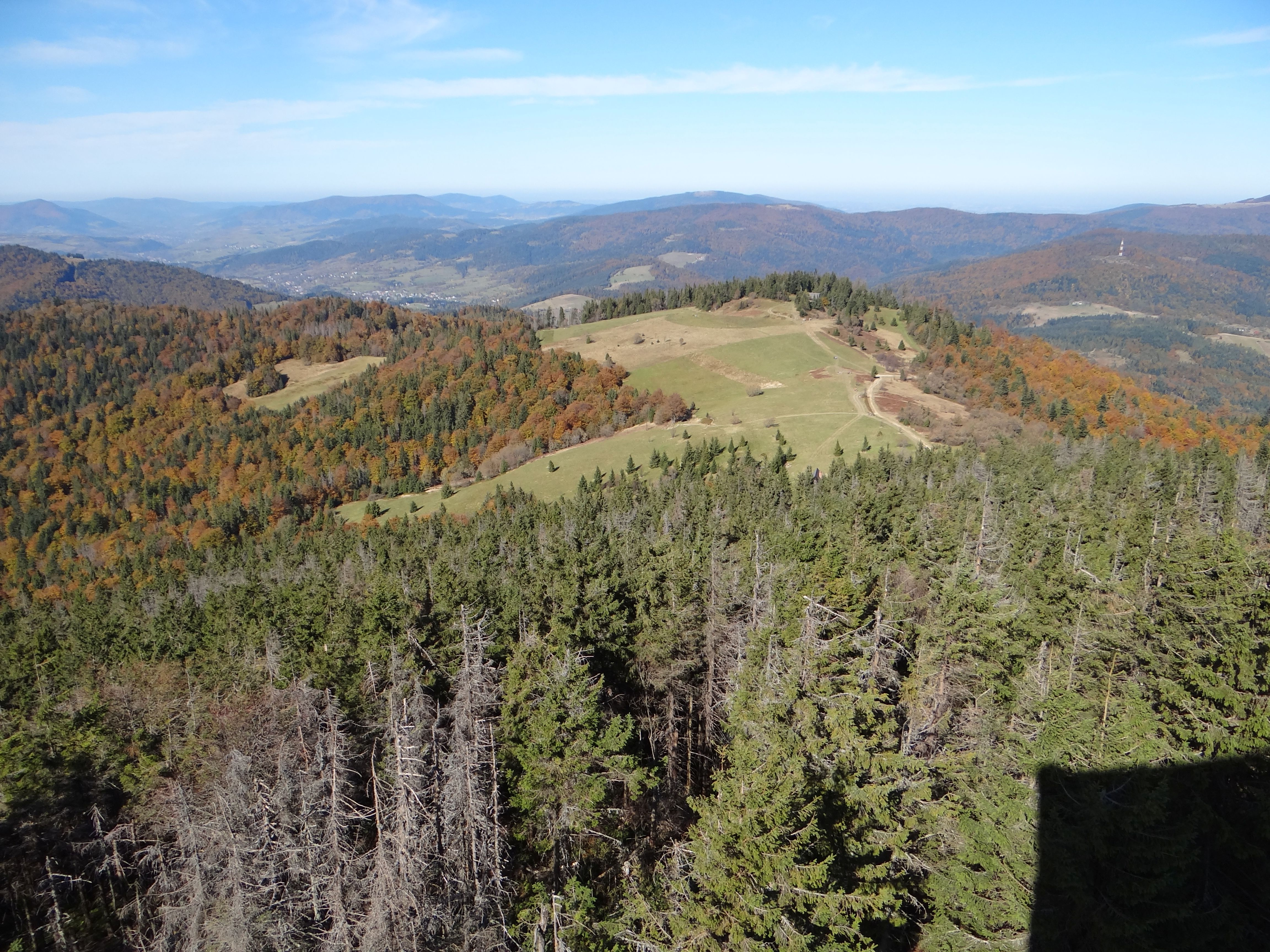
Polana Świnkówka i Gorc Kamienicki
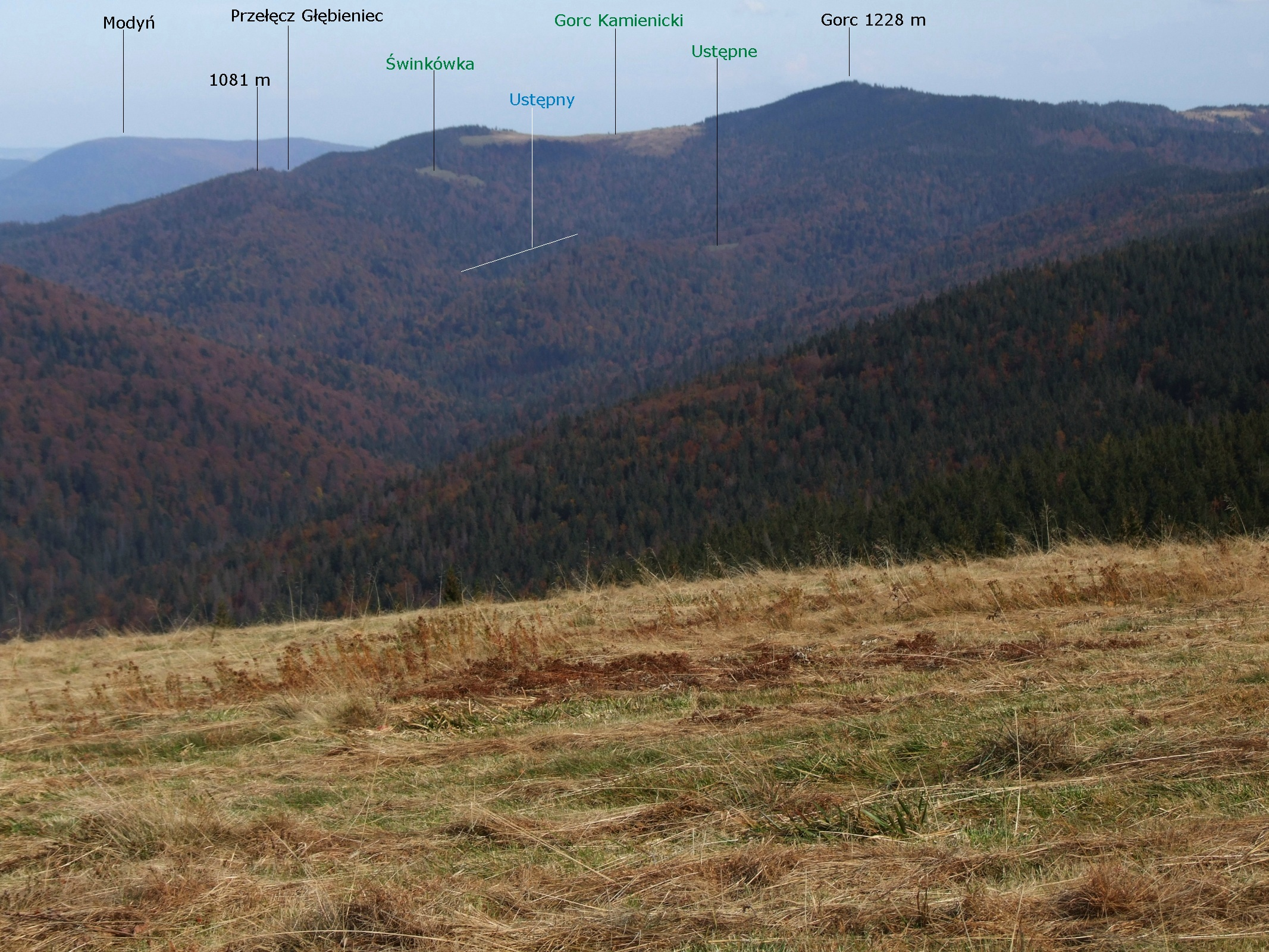
Widok ze Świnkówki na Gorca

## Szlak turystyczny
Rzeki – Nowa Polana – Świnkówka – Gorc Kamienicki – Gorc. Odległość 5,6 km, suma podejść 510 m, suma zejść 40 m, czas przejścia 2 godz., z powrotem 1 godz. 15 min.